# John Malkovich
John Gavin Malkovich o John Malkovich (Christofer, Illinois, 9 de desembre de 1953) és un cèlebre actor, director, productor de teatre i cinema estatunidenc.

## Dades personals
L'avi de Malkovich era croata desplaçat als Estats Units. El seu pare Daniel va ésser molt polifacètic (escriptor, periodista, fotògraf), destacant en el seu treball en la conservació del patrimoni arquitectònic i natural. La seva mare Joanne era editora d'un diari local a Benton (Illinois), on John va passar la seva infància. En el seu moment, va passar per la Universitat de l'Estat d'Illinois, sense acabar els estudis i decantant-se definitivament pel teatre i, més tard, pel cinema.
Va estar unit, en un primer matrimoni, amb l'actriu americana Glenne Headly de 1982 a 1988. Posteriorment, el 1989, es va casar amb la seva actual esposa Nicolette Peyran, assistent de direcció amb qui va coincidir en el rodatge d’El cel protector. Tenen una filla, Amadine, nascuda el 1990, i un fill, Lowry, nascut el 1992.
Gran entusiasta de la cultura mediterrània, ha viscut durant molts anys a la Provença i visita Catalunya assíduament essent un admirador de l'arquitectura modernista i gran expert en la figura de l'arquitecte Josep Maria Jujol, sobre el qual va pronunciar una conferència al MNAC de Barcelona el 17 de juliol de 2002.

## Teatre
Els seus inicis professionals van ésser en el teatre a Chicago on va col·laborar a la fundació de la companyia Steppenwolf Theatre, nom que van prendre de la novel·la de Hermann Hesse, El llop estepari. La seva connexió amb la companyia es mantindrà al llarg de tota la seva carrera amb etapes més intenses o menys en funció dels seus altres projectes. A Chicago hi va treballar de 1976 a 1982, fent de tot, des d'actor, guionista, director, productor, il·luminador, encarregat de vestuari, decorats o, fins i tot, cap de premsa. El 1982 passà a Nova York amb algunes produccions de la seva companyia i el 1984 debutà a Broadway amb l'adaptació de La mort d'un viatjant, d'Arthur Miller, amb Dustin Hoffman. Posteriorment, el 1985, se'n va fer una versió per a televisió, amb la qual Malkovich va guanyar un premi Emmy.
Malgrat que té una producció cinematogràfica notable i n’és la seva faceta més coneguda, ha treballat més en el teatre que a la pantalla gran. Ha voltat per tot el món i, de tant en tant, ha tornat a Chicago amb la seva companyia de sempre.
El setembre de 2004 va estrenar al teatre Victòria de Barcelona l'obra Hysteria, de Terry Johnson, que recrea una trobada entre Sigmund Freud i Salvador Dalí. L'actor principal era Abel Folk, que ja havia estat a les ordres de Malkovich a la pel·lícula Passos de Ball, el 2002.
El maig de 2010 va anar al Teatre Metropol (Tarragona), a fer dos representacions de l'obra The Infernal Comedy. En les dues actuacions no hi havia seients buits al Metropol. John Malkovich va participar en una taula rodona durant l'estada a Tarragona sobre l'arquitecte Josep Maria Jujol i Gibert (arquitecte del Metropol), Malkovich es va declarar gran admirador seu.

## Cinema
Pel que fa a la seva relació amb el setè art, després de petits papers, va entrar per la porta gran del cinema amb Un lloc en el cor, de Robert Benton, el 1984, que li va valer una nominació als Oscar i el premi de la crítica al millor actor de repartiment. Va repetir aquest premi l'any següent amb Els crits del silenci, de Roland Joffé.
Es va consagrar a la primera línia el 1987, aprofitant l'oportunitat que li va oferir Steven Spielberg a L'imperi del sol. Aquest mateix any va tenir un altre treball remarcable a la pel·lícula de Paul Newman, El zoo de vidre.
Però, probablement, el paper que li va atorgar més popularitat fou el del cínic vescomte de Valmont de Les amistats perilloses, de Stephen Frears, amb Glenn Close, Michelle Pfeiffer i Uma Thurman, que fou estrenada el 1988.
Després va treballar amb Bernardo Bertolucci, el 1990, a El cel protector. Amb Woody Allen va rodar Ombres i boira el 1992. El 1994, pel seu treball a A la línia de foc, de Wolfgang Petersen, on feia anar de corcoll Clint Eastwood, va rebre una altra nominació a l'Oscar.
El 1998 va rebre el Premi Donostia del Festival Internacional de Cinema de Sant Sebastià.
El 1999 va participar, parodiant-se a si mateix, a Com ésser John Malkovich, de Spike Jonze.
La seva filmografia és extensa i d'alta qualitat. Ha abordat també el camp de la producció, amb una dotzena de títols. El 2002 va debutar com a director amb Passos de ball, que estava inspirada en el líder del grup terrorista peruà Sendero Luminoso i va comptar amb Javier Bardem com a protagonista.

## Filmografia
- 1981. American Dream. (per a TV)
- 1981. Word of Honor. (per a TV)
- 1983. Say Goodnight, Gracie. (per a TV)
- 1984. American Playhouse. (per a TV)
- 1984. En un racó del cor (Places in the Heart) Dir.: Robert Benton
- 1984. Els crits del silenci. Dir.: Roland Joffé
- 1985. La mort d'un viatjant (Death of a Salesman). Dir.: Volker Schlondorff
- 1985. Eleni (Eleni). Dir.: Peter Yates
- 1986. Rocket to the Moon. (per a TV)
- 1986. Santabear's First Christmas. (veu, per a TV)
- 1987. Empire of the Sun (L'imperi del sol). Dir.: Steven Spielberg
- 1987. Making Mr. Right (Fabricant l'home perfecte). Dir.: Susan Seidelman
- 1987. Santabear's High Flying Adventure. (veu, per a TV)
- 1987. The Glass Menagerie (El zoo de vidre). Dir.: Paul Newman
- 1988. Les amistats perilloses (Dangerous Liaisons). Dir.: Stephen Frears
- 1988. Més enllà de l'ambició (Miles from Home). Dir.: Gary Sinise
- 1989. Saturday Night Live. (per a TV)
- 1990. The Sheltering Sky (El cel protector). Dir.: Bernardo Bertolucci
- 1991. Old Times. (per a TV)
- 1991. Queens Logic (La lògica de Queens). Dir. Steve Rash
- 1991. Objecte de seducció (The Object of Beauty). Dir.: Michael Lindsay Hogg
- 1992. Jennifer Eight (Jennifer 8). Dir.: Bruce Robinson
- 1992.  Homes i ratolins (Of Mice and Men). Dir .: Gary Sinise
- 1992. Shadows and Fog (Ombres i boira). Dir.: Woody Allen
- 1993. Saturday Night Live. (per a TV)
- 1993. Viuen (Alive). (narrador)
- 1993. In the Line of Fire (A la línia de foc). Dir.: Wolfgang Petersen
- 1994. Heart of Darkness. (per a TV)
- 1995. Al di là delle nuvole (Més enllá dels núvols). Dir.: Michelangelo Antonioni i Wim Wenders
- 1995. El convent (O Convento). Dir.: Manoel de Oliveira
- 1996. Der unhold (L'ogre). Dir.: Volker Schlondorff
- 1996. Mary Reilly (Mary Reilly). Dir.: Stephen Frears
- 1996. Mulholland Falls (La brigada del barret). Dir.: Lee Tamahori
- 1996. The Portrait of a Lady (Retrat d'una dama). Dir.: Jane Campion
- 1997. Con Air (Con Air). Dir.: Simon West
- 1998. Rounders. Dir.: John Dahl
- 1998. The Man in the Iron Mask (L'home de la màscara de ferro). Dir.: Randall Wallace
- 1999. Being John Malkovich (Com ésser John Malkovich). Dir.: Spike Jonze
- 1999. Ladies Room.
- 1999. Le temps retrouvé (El temps retrobat). Dir.: Raoul Ruiz
- 1999. RKO 281 (RKO 281). Dir.: Benjamin Ross
- 1999. Joana d'Arc (The Messenger: The Story of Joan of Arc). Dir.: Luc Besson
- 2000. 'Les Misérables (minisèrie per TV).
- 2000. Shadow of the Vampire (L'ombra del vampir). Dir.: E. Elias Merhige
- 2001. Hotel.
- 2001. Je rentre à la maison (Torno a casa). Dir.: Manoel de Oliveira
- 2001. Knockaround Guys. Dir.: Brian Koppelman i David Levien
- 2001. Les âmes fortes (Les ànimes fortes). Dir.: Raoul Ruiz
- 2002. Hideous Man. (narrador)
- 2002. Napoléon (minisèrie per TV).
- 2002. Ripley's Game (El joc de Ripley). Dir.: Liliana Cavani
- 2002. The Dancer Upstairs (Passos de ball). Dir.: John Malkovich
- 2003. Johnny English (Johnny English). Dir.: Peter Howitt
- 2003. Um Filme Falado (Una pel·lícula parlada). Dir.: Manoel de Oliveira
- 2004. The Libertine (El llibertí). Dir.: Laurence Dunmore
- 2005. Colour Me Kubrick. A True...ish Story (Digueu-me Kubrick). Dir.: Brian W. Cook
- 2005. The Hitchhiker's Guide to the Galaxy (Guía de l'autostopista gal·làctic). Dir.: Garth Jennings
- 2006. Art School Confidential (L'art de la seducció). Dir.: Terry Zwigoff
- 2006. Eragon (Eragon). Dir.: Stefen Fangmeier
- 2006. Klimt (Klimt). Dir.: Raoul Ruiz
- 2006. The Call (curtmetratge)
- 2007. Beowulf (Beowulf, la llegenda). Dir.: Robert Zemeckis
- 2007. Drunkboat (Drunkboat).Dir.: Bob Meyer
- 2007. Gardens of the Night (Jardins de la nit). Dir.: Damian Harris
- 2007. In Tranzit (De pas). Dir.: Tom Roberts
- 2008. Afterwards (Afterwards). Dir.: Gilles Bourdos
- 2008. Burn After Reading (Cremar després de llegir). Dir.: Ethan i Joel Coen
- 2008. Changeling (L'intercanvi). Dir.: Clint Eastwood
- 2008. Disgrace (Desgràcia). Dir.: Steve Jacobs
- 2008. Love and Virtue (Amor i virtut). Dir.: Raoul Ruiz
- 2008. The Great Buck Howard (El gran Buck Howard). Dir.: Sean McGinly
- 2008. The Mutant Chronicles (Les cròniques mutants). Dir.: Simon Hunter
- 2011. Transformers: Dark of the Moon. Dir.: Michael Bay
- 2013. Una educació siberiana. Dir.; Gabriele Salvatores
- 2014. Crossbones. (sèrie)[1]
- 2015. 100 Years: The Movie You Will Never See
- 2018. Els assassinats de l'abecedari (minisèrie per TV).
- 2021. El supervivent (The Survivalist)
- 2022. El riu de la ira (Savage Salvation)